# Monika Naisen
Monica Naisen (ur. w XVII wieku; zm. w 1626 w Nagasaki) – japońska męczennica, Błogosławiona Kościoła katolickiego.

## Życiorys
Pochodziła z religijnej rodziny. Jej mężem był bł. Jan Naisen; z tego związku urodził się syn bł. Ludwik Naisen. W czasie prześladowań katolików, została aresztowana za ukrywanie bł. księdza Jana Chrzciciela Zoli. Została ścięta w Nagasaki 12 lipca 1626 roku.
Została beatyfikowana przez papieża Piusa IX 7 lipca 1867 roku w grupie 205 męczenników japońskich, a jej wspomnienie obchodzone jest w dniu 12 lipca.